# 200 mètres brasse féminin aux Jeux olympiques d'été de 1924
L'épreuve de 200 mètres brasse féminin des Jeux olympiques de 1924 a eu lieu les 16 et 18 juillet 1924 dans un bassin long de 50 mètres, le stade aquatique des Tourelles à Paris. C'est la première fois que cette épreuve a lieu.
Il n'y a donc pas encore de record olympique. Le record du monde appartient à la Britannique Irene Gilbert en 3 min 20 s 40,.
Le petit nombre de nageuses entraîne l'annulation des demi-finales. Avec trois séries, c'est donc une finale à sept qui est organisée ; pour l'occasion, les lignes d'eau ont été retirées. L'Américaine Agnes Geraghty établit dès la première série le record olympique, qui n'est ensuite plus battu. Dans cette série, la première, la Néerlandaise Marie Baron nage 3 min 22 s 60, qui aurait été le meilleur temps de la compétition, si elle n'avait été disqualifiée pour virage incorrect. En finale, Agnes Geraghty part vite, trop vite. Elle est rattrapée puis doublée par la Britannique Lucy Morton qui s'impose dans la douleur. Sa compatriote Gladys Carson complète le podium. C'est le seul titre féminin qui échappe aux Américaines.

## Séries

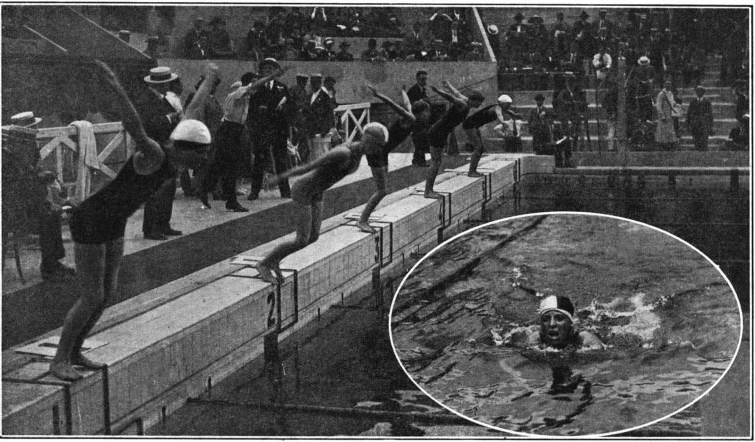
Départ de la 1ère série. De gauche à droite (de bas en haut) : Agnes Geraghty (USA,1ère) ; Odette Monard (FRA, 4e) ; Irene Gilbert (GBR, 2e) ; Wivan Pettersson (SWE, 3e) ; Marie Baron (NED, disqualifiée). Médaillon : Marie Baron en train de nager.

Les séries du 200 mètres brasse féminin ont lieu le mercredi 16 juillet après-midi,. Les entrées lors de cette demi-journée sont comptées à un peu plus de 5 000 spectateurs. Les deux premières de chaque série et la meilleure troisième sont qualifiées pour les demi-finales.
Seulement 15 nageuses venues de huit pays sont engagées. Aucun forfait n'est déclaré. Le petit nombre de nageuses entraîne l'annulation des demi-finales. Mais, avec trois séries, c'est une finale à sept qui se profile.
| Série | Rang | Pays | Nom                    | Temps         | Qualification                       |
| ----- | ---- | ---- | ---------------------- | ------------- | ----------------------------------- |
| 1     | 1    |      | Agnes Geraghty         | 3 min 27 s 60 | Q (RO)                              |
| 1     | 2    |      | Irene Gilbert          | 3 min 32 s 80 | Q                                   |
| 1     | 3    |      | Wivan Pettersson       | 3 min 37 s    | q (meilleure troisième)             |
| 1     | 4    |      | Odette Monard (en)     | 3 min 48 s    |                                     |
| 1     | n.c  |      | Marie Baron            | 3 min 22 s 60 | Disqualifiée pour virage incorrect. |
| 2     | 1    |      | Lucy Morton            | 3 min 29 s 40 | Q                                   |
| 2     | 2    |      | Laure Koster           | 3 min 35 s    | Q                                   |
| 2     | 3    |      | Eleanor Coleman        | 3 min 39 s 20 |                                     |
| 2     | 4    |      | Ella Molnár            | 3 min 39 s 80 |                                     |
| 2     | 5    |      | Alice Stoffel          | 3 min 48 s    |                                     |
| 3     | 1    |      | Gladys Carson          | 3 min 30 s    | Q                                   |
| 3     | 2    |      | Hjördis Töpel          | 3 min 39 s    | Q                                   |
| 3     | 3    |      | Matilda Scheurich (en) | 3 min 41 s 20 |                                     |
| 3     | 4    |      | Běla Drážková (en)     | 3 min 43 s    |                                     |
| 3     | 5    |      | Suzanne Kiffer-Porte   | 3 min 43 s 60 |                                     |

Dans la première série, la Néerlandaise Marie Baron nage 3 min 22 s 60 (passant 1 min 35 s 40 aux 100 mètres), soit cinq secondes plus vite que sa poursuivante, l'Américaine Agnes Geraghty. Marie Baron nage aussi alors dix secondes plus vite que la première de la finale. Elle est cependant disqualifiée pour virage incorrect : elle ne touche qu'à une main, probablement par méconnaissance du règlement selon le rapport officiel des Jeux,,,. Agnes Geraghty en profite pour établir le record olympique, qui n'est pas battu durant le reste de l'épreuve. La deuxième série est facilement dominée par la Britannique Lucy Morton qui vire détachée aux 100 mètres et accentue ensuite l'écart. Alice Stoffel, pourtant championne de France en titre, ne peut résister à ses adversaires et termine loin derrière. Si la Britannique Gladys Carson s'impose, après un faux-départ, sans trop de difficultés lors de la troisième série, la seconde place qualificative est très disputée. La Française Suzanne Kiffer-Porte vire même en deuxième position à mi-parcours, avant de lâcher pied. C'est finalement la Suédoise Hjördis Töpel qui réussit à s'en emparer,,.

## Demi-finales
Le nombre réduit de nageuses engagées a entraîné l'annulation des demi-finales prévues le jeudi 17 juillet après-midi,.

## Finale
| Rang | Pays | Nom              | Temps         |  |
| ---- | ---- | ---------------- | ------------- |  |
| 1    |      | Lucy Morton      | 3 min 33 s 20 |  |
| 2    |      | Agnes Geraghty   | 3 min 34 s    |  |
| 3    |      | Gladys Carson    | 3 min 35 s 40 |  |
| 4    |      | Wivan Pettersson | 3 min 37 s 60 |  |
| 5    |      | Irene Gilbert    | 3 min 38 s    |  |
| 6    |      | Laure Koster     | 3 min 39 s 20 |  |
| 7    |      | Hjördis Töpel    | 3 min 47 s 60 |  |

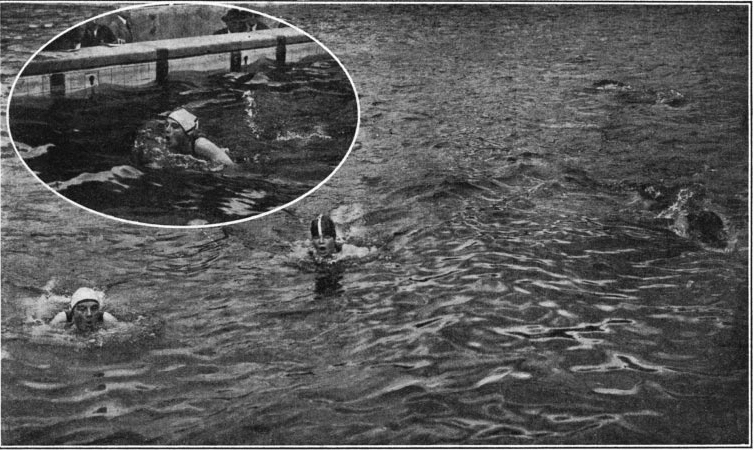
Dernière longueur de la finale. De gauche à droite : Lucy Morton (GBR, 1ère); Agnes Geraghty (USA, 2e); Gladys Carson (GBR, 3e). Médaillon : La vainqueur Lucy Morton nageant.

La finale se déroule le vendredi 18 juillet en fin d'après-midi, devant un peu plus de 4 000 spectateurs. Le petit nombre de nageuses a amené à l'organisation de seulement trois séries. Comme sont qualifiées les deux premières de chaque série et la meilleure troisième, c'est donc une finale à sept qui se déroule. Pour l'occasion, les lignes d'eau ont été retirées,.
La finale est finalement très disputée. Dans un premier temps, l'Américaine Agnes Geraghty, meilleur temps des séries, semble facilement dominer l'épreuve. Elle part vite et vire en tête, détachée, aux 100 mètres. C'est alors que les Britanniques Lucy Morton et Gladys Carson produisent leur effort. Elles remontent peu à peu leur adversaire. Les trois nageuses virent quasiment ensemble aux 150 mètres. Dans une dernière longueur très éprouvante pour les concurrentes, Lucy Morton finit par doubler l'Américaine pour s'imposer d'une main dans un suprême dernier effort. Derrière, la Suédoise Wivan Pettersson revient fort pour tenter de contester la troisième place sur le podium à Gladys Carson, sans succès. La contreperformance de la Britannique recordwoman du monde et grande favorite Irene Gilbert s'explique par une maladie qui a failli lui faire déclarer forfait,,.